# Negan

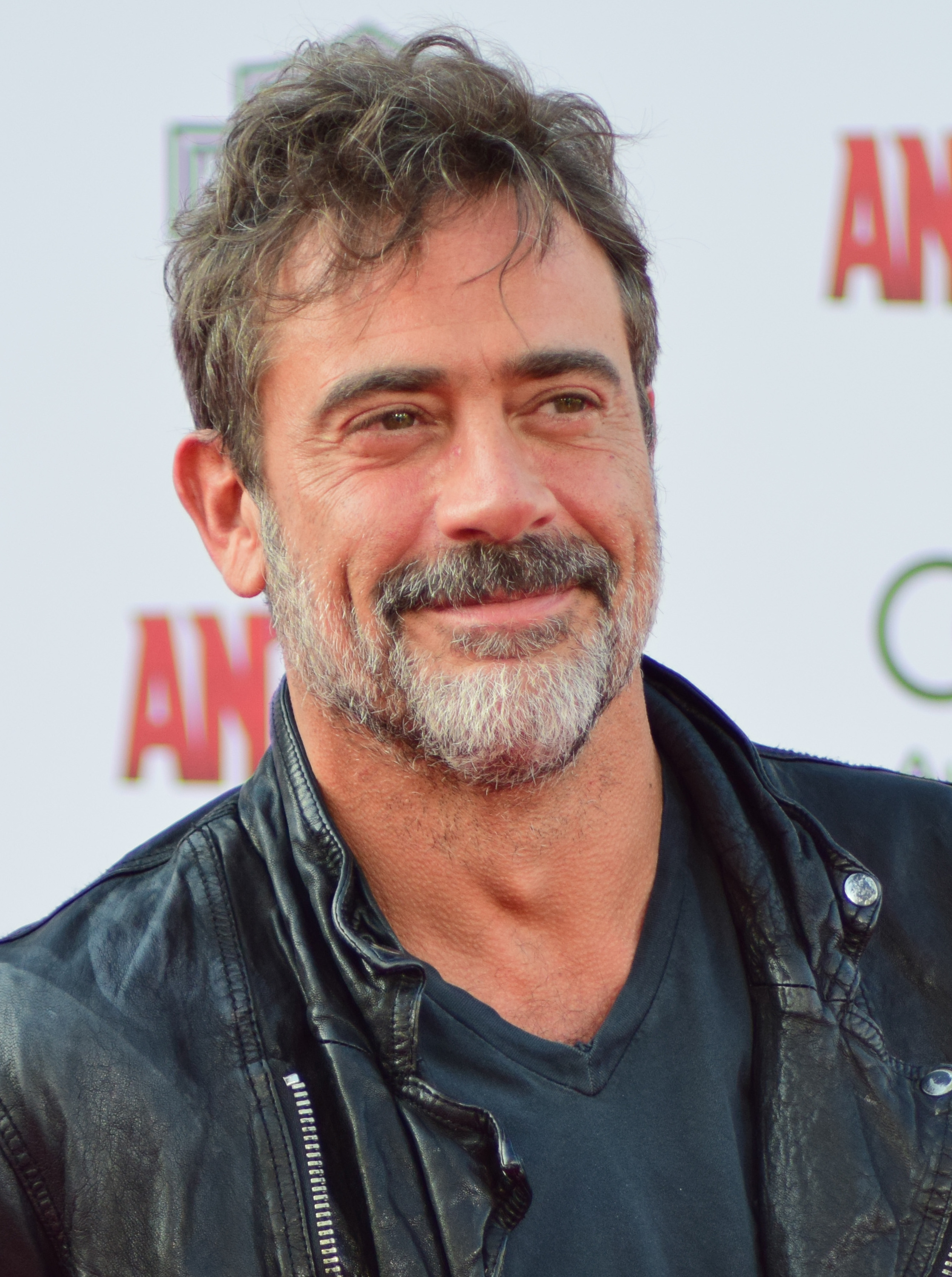
Jeffrey Dean Morgan spelar Negan i The Walking Dead.

Negan är en fiktiv figur i serietidningen The Walking Dead och i TV-serien med samma namn. Han är ledare för en grupp överlevande i fristaden, kallad the Saviors, en grupp som förtrycker andra överlevande samhällen och tvingar dem att hylla honom. I serietidningen är karaktärens utseende baserad på Henry Rollins, något som bekräftats av Charlie Adlard. Jeffrey Dean Morgan spelar Negan i TV-serien med samma namn och dök upp för första gången i seriens sjätte säsongsfinal.
Morgan har mottagit uppskattning från kritiker för sin framställning av Negan i TV-serien efter sin debut. När han erbjöds rollen som Negan, accepterade han omedelbart eftersom han redan var en beundrare av The Walking Dead.

## Serieteckningen
Innan utbrottet var Negan tränare för ett lokalt gymnasium och höll sina spelare i linje genom hot och mobbning. Han var lyckligt gift med sin fru Lucille, men hade ändå en älskarinna på sidan som inte visste att han var gift. Under ett bråk kollapsade Lucille och han skyndade med henne till sjukhuset, där hon fick diagnosen cancer. När hans maka fick vård berättade Negan sanningen för sin älskarinna, och hon lämnade honom omedelbart. När zombie-apokalypsen börjar säger sjukhusarbetarna till Negan att de måste lämna sjukhuset och att han bör lämna med dem, men han vägrar lämna Lucilles sida. Lucille dör när strömmen går och kortsluter hennes livsuppehållande maskin. Strax därefter återupplivas hon som en zombie.

## Utveckling
Jeffrey Dean Morgan erbjöds rollen som Negan år 2015. Han gjorde sin TV-debut i seriens sjätte säsongsfinal.

## Mottagande
Karaktären Negan har berömts av både fans och kritiker som en antagonist i serien.
Konfrontationen mellan Negan och Rick Grimes har jämförts med rivaliteten mellan karaktärerna Jokern och Batman.
Noel Murray från Rolling Stone rankade Negan på en 10:e plats i en lista av de 30 bästa Walking Dead-karaktärerna och sa: "Det hade varit svårt för någon skurk att leva upp till hajpen, men tack vare Jeffrey Dean Morgans flin, avslappnade presentation och en del verkligt chockerande våldshandlingar har Negan fastställts som en formidabel fiende."